# Both Lehel
Both Lehel (Budapest, 1942. március 22. –) nemzetközi elismertségű zongoraművész, tubaművész, zenetanár.

## Életpályája
Diplomáját a Zeneakadémián szerezte 1965-ben. Tanulmányokat folytatott Szentpéterváron. 1964-66 között a Vígszínház zongoristája, majd 1968-1972 között a szovjet követség zeneiskolájának volt a tanára. 1968-1989 közötti időszakban a Bartók Béla Zeneművészeti Konzervatórium tanára, 1974-1989 között pedig tanszékvezető a Liszt Ferenc Zeneművészeti Főiskolán, ahol 1976-1989 között igazgatóhelyettes. 1989-1992 közötti időszakban vendégprofesszor az Aichi Művészeti Egyetemen Japánban, ahol egyben a mesterképzés vezetője is volt. 
Világszerte sikeres koncertetek adott szólistaként, négykezes duóban és zenekari tagként egyaránt. Leghíresebb művésztársa a japán Mami Fujimoto zongora-művésznő, akivel külön japán-turnét is tartottak több alkalommal. Állandó fellépője és meghívott vendége a Római Nyári Zenei Fesztiválnak.
Megszámlálhatatlan lemez-felvétele készült és számos hiánypótló, egyedülálló zeneművészeti publikációja jelent meg. Több hazai és nemzetközi díjban, elismerésben részesült pályája során, amely közül a Magyar Felsőoktatásért Érdemérem az egyik legkiemelkedőbb, amelyet 2006-ban vehetett át.
Több rokoni szál is fűzi Doroghoz, ahol házassága lévén le is telepedett. Felesége,  Dr. Korompay Anna fogorvos, aki a neves és megbecsült dorogi Korompay családból származik. A dorogi Szent Borbála Kórház és Rendelőintézet fogorvosa, egyben magánpraxisban is dolgozott Dorogon, a Szent László utcában lévő házuknál kialakított magánrendelőjében. Házasságukból két leány gyermekük született.